# Ranitomeya fantastica
Ranitomeya fantastica е вид земноводно от семейство Дърволази (Dendrobatidae). Видът е почти застрашен от изчезване.

## Разпространение
Разпространен е в Перу.